# Provincia di Ángel Sandoval
La provincia di Ángel Sandoval è una delle 15 province del dipartimento di Santa Cruz nella Bolivia orientale. Il capoluogo è la città di San Matías.
Al censimento del 2001 possedeva una popolazione di 13.073 abitanti.

## Geografia antropica

### Suddivisioni amministrative
La provincia è formata dal comune di San Matías